# Holmenkollbanen
Holmenkollbanen er en af de fire vestlige baner på T-banen i Oslo, der ligger mellem Majorstuen og Frognerseteren. Alle banens stationer ligger i Vestre Aker med undtagelse af de to sidste, der ligger i Nordmarka. De fleste stationer har forholdsvis få passagerer, men ved større arrangementer kan enkelte opleve stor tilstrømning, hvilket navnlig gælder Holmenkollen Station, der ligger tæt på Norges mest besøgte seværdighed, skihopbakken Holmenkollbakken. Banen selv har også karakter af seværdighed, da den med sin stigning fra 47,7 meter over havet ved Majorstuen til 469 meter ved Frognerseteren byder på en fin udsigt over Oslo.
Banen betjenes af T-banens linje 1, der går mellem Frognerseteren og Bergkrystallen på den østlige Lambertseterbanen.

## Historie
Den første del af Holmenkollbanen blev sat i drift 31. maj 1898 mellem Majorstuen og Besserud som Nordens første forstadsbane og Norges første jernbane med elektrisk drift. Den blev bygget og drevet af A/S Holmenkolbanen. Til at begynde med var der kun dobbeltspor mellem Majorstuen og Slemdal, men i 1905 blev hele strækningen udbygget til dobbeltspor. 16. maj 1916 blev den forlænget til Frognerseteren og Tryvandshøiden Station, hvoraf kun den første havde almindelig persontrafik. 6. juni 1928 åbnedes Fellestunnelen mellem Majorstuen og Nationaltheatret. I forbindelse med bygningen af Tryvannstårnet blev banen til Tryvannshøgda brugt af Televerken men efterfølgende blev strækningen fjernet i 1939.
22. oktober 1987 skete der en alvorlig ulykke på banen. På en vogn af type 600 svigtede bremserne, så den rullede ned ad strækningen til Midtstuen, hvor den væltede. En person blev dræbt og flere alvorligt kvæstet ved ulykken. Som følge af ulykken blev alle vogne med samme bremsesystem som ulykkesvognen straks taget ud af drift. Efter en undersøgelse og udbedring af bremsesystemerne blev vognene taget i brug igen.
I 1992 blev A/S Holmenkollbanen overtaget af Oslo Sporveier. I marts 2012 fremlagde byantikvaren en bevaringsplan for Holmenkollbanen.

### Opgradering
Efter lukningen af Kolsåsbanen i juli 2006 var Holmenkollbanen den eneste del af T-banen, der stadig benyttede køreledning i stedet i stedet for strømskinne og dermed den sidste, der endnu ikke havde opnået "metrostandard". På grund af det blev banen afskåret fra Fellestunnelen under centrum fra 2003 til 2005, hvor den i stedet endte på Majorstuen. Efter mange protester blev den gennemgående drift atter genindført.
18. juni 2008 drøftede bystyret en opgradering af banen. Her kom det frem, at Ruter AS mente, at en tilkobling til sporvejsnettet var den bedste løsning, mens byrådet ønskede at opgradere til T-banen, om end ikke helt til metrostandard. Mødet resulterede i en vedtagelse om opgradering til T-bane.
I sommeren 2009 og fra 15. marts til 6. december 2010 var Holmenkollbanen lukket for opgradering. I første omgang blev broen ved Besserud Station opgraderet. Derefter blev der bygget en helt ny Holmenkollen Station. Meningen var at banen skulle være klar til drift med de nye MX3000-tog til Ski-VM 2011.
I praksis kom udbygningen stort set kun til at bestå i bygningen af den nye Holmenkollen Station, etablering af strømskinne til de nye tog, nye overgange i niveau og udskiftning af skinner og sveller efter behov. De øvrige stationer blev hverken flyttet, nedlagt eller slået sammen, men der blev heller ikke sat penge af til at opgradere dem. Resultatet blev derfor, at "Nye Holmenkollbanen" fra 2011 for størstedelens vedkommende reelt var identisk med den gamle fra før opgraderingen. I efteråret 2010 stod det imidlertid klart, at Gulleråsen Station i retning mod centrum ville forblive lukket på grund af for stor afstand mellem tog og perron. Det problem var der ikke tid til at løse, hvis man skulle blive klar til ski-VM. Flere andre stationer ligger i kurver eller har for korte perroner. Det betyder at bagerste vogn på de nye tog kommer til at holde udenfor perronerne på mange stationer.
I juni 2012 kom Ruter med en rapport med en fuld gennemgang af stationsstrukturen på Holmenkollbanen. I rapporten præsenteredes to alternativer for fremtiden, hvor omkostningerne for at fjerne de mange niveauoverskæringer på banen og forlænge perronerne, så de passer til MX3000-togene, vil løbe op i hhv. 809,5 mio. NOK og 765,5 mio. NOK. Beløbene omfatter niveaufrie krydsninger på Vinderen og Slemdal Stationer, der vil koste hhv. 206,4 mio. NOK og 172,8 mio. NOK. Rapporten er overgivet til Oslos byråd.

### Status
I dag er Holmenkollbanen en del af T-banens linje 1, der trafikerer strækningen mellem Frognerseteren og Bergkrystallen (Helsfyr aften og weekend). Holmenkollbanen er T-banenettets mindst trafikerede bane. Desuden kan der kun holde to vogne ved perronerne ved en række stationer undervejs. Frøen, Steinerud, Vinderen, Gaustad, Holmenkollen og til dels Slemdal, Gråkammen og Skådalen Stationer kan dog tage tre eller flere vogne.
Ruter skrev i 2012 følgende om banen: "Passagertællinger fra 2008 viser, at Holmenkollbanen har 7.131 påstigende pr. døgn mandag-fredag på stationerne fra og med Frøen til og med Frognerseteren. Sammenlignet med andre T-banestationer har stationerne på Holmenkollbanen meget få påstigende. Ved specielle arrangementer er der imidlertid ganske mange passagerer på enkelte af stationerne."

### Fremtid
Efter opgraderingen trafikeres Holmenkollbanen af MX3000-tog ligesom resten af T-banenettet. I første omgang valgte man, at linje 1 skulle køre mellem Frognerseteren og Ellingsrudåsen (Holmenkollbanen – Fellestunnelen – Furusetbanen). Det gav 15 minutters drift på Holmenkollbanen men 7,5 minutters drift på Furusetbanen, der i forvejen blev trafikeret af linje 2. Ved køreplansskiftet 3. april 2016 omlagdes linje 1 dog til Bergkrystallen, idet linje 2 så til gengæld fik 7,5 minutters drift. På sigt lægger Ruter dog op til, at linje 1 får endestation på Majorstuen. Der vil ikke være tilstrækkelig kapacitet i Fellestunnelen, og så må linje 1 og dermed Holmenkollbanen vige.
Efter åbningen og senere udvidelse af Tryvann Vinterpark har der været diskussioner om en forlængelse dertil, men endnu er intet blevet besluttet. Ifølge Oslo og Akershus Kollektivtrafikk AS bliver en "Tryvannsbane så urentabel at den vil kræve et tilskud på 500 kr. pr. rejse" og at "bygningen af banen er beregnet til at koste 150 mio. kr."